# セラン (インドネシア)
セラン（インドネシア語: Kota Serang）は、インドネシアバンテン州の州都。かつてはセラン県の公式な行政の中心地でもあった（現在の県都はバロスに置かれている。）。 バンテン州北部に位置している。バンテン州が設立される2000年以前は西ジャワ州にあった。
セランは熱帯雨林気候に属しており、乾季はない。千の島が浮かぶジャワ海に面している。 
2010年の人口センサスによれば、セランの人口は576,961人であり、バンテン州第3の都市である。 最新の公式推計人口（2014年1月現在）は643,101人である。セランはジャボデタベックの境界から約15キロメートルの位置にあることから、しばしば大ジャカルタと融合していると考えられている。

## 交通
PT Kereta Api線のセラン駅が所在している。
Trans-Java toll roadの一部であるThe Merak-Tangerang Toll Roadがセランを通っている。計画中のスンダ海峡橋はセランからシレゴン近郊のMerakを経由してスンダ海峡を渡り、スマトラに至る橋である。

## 行政区画
セランはかつてセラン州の一部であった。2007年11月2日、セラン州は市（kota madya）となって、州から独立した。
セラン市は6つの地区（kecamatan）にわかれている。以下に2010年の人口センサスによる人口順に地区を示す。
- チュルグ (47,308)
- ワランタカ (75,672)
- チポトック・ジェイヤ (80,930)
- セラン (208,017)
- タッカカン (78,184)
- カセメン (87,674)

## 紋章
セランの紋章は
- gerbang Kaibonをイメージした五角形と星
- エンブレル底のセランの標語Kota Serang Madani （"独立自尊のセラン"）が刻まれた飾りリボン

という2つの要素によって成り立っている。

## 脚註
1. ↑  according to Law UU No. 32/2007
2. ↑  http://www.weatherbase.com/weather/weather.php3?s=967370&refer=
3. ↑  “アーカイブされたコピー”. 2010年11月13日時点のオリジナルよりアーカイブ。2011年12月12日閲覧。
4. ↑  Biro Pusat Statistik, Jakarta, 2011.

- Daftar Kecamatan Keluarahan Desa dan Kode Pos Kota Serang
- TokoBanten.com - Portal Buy and Sell in Indonesian Regional Serang